# 窩瑪蟒
窩瑪蟒（學名：Aspidites ramsayi），是脊索動物門爬蟲綱有鱗目蛇亞目蟒科盾蟒屬的生物，無毒性。主要分布在澳洲的中部，是當地的特有蛇種。

## 形態
成年的窩瑪蟒身長大概有150至300厘米，頭部狹窄，眼部細小，身體寬闊扁平，尾端幼尖。窩瑪蟒的身體顏色及圖紋有很多種模式，主要是由淺棕色色系與橙、紅、粉紅色系所間隔組成的圖紋。頭部多呈橙色，眼睛附近明顯地比較深色。
窩瑪蟒主要分布在澳洲中西部城市，以至昆士蘭南部及新南威爾士地域。

## 生態
生活模式類似盾蟒，主要生長於乾燥氣候的地區。

## 目前環境
參考盾蟒。